# Aztekium ritteri
Aztekium ritteri (лат.) — вид суккулентных растений из рода Ацтекиум семейства Кактусовые.
Эндемик мексиканского штата Нуэво-Леон.
Растения небольшого размера. Цветут в течение лета. Цветки белые или слегка розовые диаметром меньше 1 см.
Это первый описанный вид из рода Ацтекиум, был открыт в 1929 году Фридрихом Риттером, долгое время считался монотипным. Позднее были открыты другие виды ацтекиумов: Ацтекиум Хинтона в 1990, Ацтекиум Валдези в 2012, а также к данному роду в последнее время рекомендуют отнести Геохинтония мексикана, открытый в 1992 году.